# Dunn (Severní Karolína)
Dunn je město v okrese Harnett County ve státě Severní Karolína. K roku 2010 zde žilo 9 263 obyvatel. Narodil se zde rockový kytarista Link Wray a generál William C. Lee.

Městské heslo je "Všechno je tu v pořádku." Jméno "Dunn" dostalo na památku po Bennett R. Dunnovi, který dohlížel na budování železnice mezi městy Wilson a Fayetteville. Město je doloženo od 12. února 1887, kdy bylo zapsáno město a továrna na destilaci terpentýnu. Ve městě jsou 2 místní školy. Základní na Wayne Avenue - přípravka až 5. třída a střední škola pro 6-8. ročník. Středoškolští studenti navštěvují Triton High School v Erwinu.

## Geografie
Souřadnice města jsou 35°18'37"N 78°36'39"W (35.310360, -78.610836). Podle úřadu pro sčítání lidu Spojených států má město celkovou rozlohu 16.1 km2.

## Demografie
Při sčítání lidu v roce 2000 tam žilo 9,196 obyvatel ve 3,797 domácnostech a 2,422 rodinách. Hustota obyvatelstva byla 1,482.2 lidi na čtverečnou míli (572.7/km2). V průměru byla hustota 4,100 bytových jednotek na čtverečnou míli (255.3/km2). Procentuální zastoupení ras bylo 54.56% bělochů, 41.21% Afroameričanů, 0.97% rodilých Američanů (Indiánů), 0.60% Asiatů, 0.07% z pacifických ostrovů, 1.28% z jiných ras a 1.32% z dvou nebo více ras. Hispánců nebo Latinoameričanů bylo ve všech rasách 2.24% obyvatel.

Z 3,797 domácností mělo 27.7% děti mladší 18 let, které žily s rodiči, 40.6% manželů žilo společně, v 19.8% domácností byla sama žena bez současného manžela, 36.2% netvořilo rodinu. 32.7% všech domácností bylo tvořeno pouze jednou osobou a v 15.9% žila sama osoba starší 65 let (včetně). Průměrná velikost domácnosti byla 2.35 osoby a průměrná velikost rodiny byla 2.99.

Věkové rozložení obyvatelstva bylo 25.1% mladší 18 let, 7.8% 18-24, 25.3% 25-44, 23.5% 45-64 a 18.4% starší 65 let (včetně). Průměrný věk byl 39 let.

Na každých 100 žen připadlo 79.9 mužů. Na každých 100 žen starších 18 let připadlo 74.2 mužů.
Průměrný příjem domácnosti byl 28,550 dolarů a průměrný příjem na rodinu byl 39,521 dolarů. Muži měli průměrný příjem 31,029 dolarů oproti 21,961 dolarů u žen. Průměrný příjem na jednoho obyvatele města byl 19,178 dolarů. Asi 19.6% rodin a 23.5% obyvatel bylo pod hranicí chudoby, včetně 32.2% osob mladších 18 let a 19.2% osob starších 65 let (včetně).